# 이은주 (경기도의원)
이은주(李銀珠, 1972년 2월 3일 ~ )은 대한민국의 정치인이다. 제9·10·11대 경기도의원을 지냈다.

## 학력
- 성신여자대학교 보건학과 졸업
- 전남과학대학교 유아교육과 졸업

## 경력
- 1991.03 ~ 1994.02 광명사회 체육센터 봉사활동
- 병점 뉴질랜드 어린이집 대표
- 2016.04 ~ 2018.06 제9대 경기도의회 의원
- 2016.07 ~ 2018.06 제9대 경기도의회 문화체육관광위원회 위원
- 2016.07 ~ 2018.06 제9대 경기도의회 보건복지위원회 위원
- 2016.07 ~ 2018.06 제9대 경기도의회 예산결산특별위원회 위원
- 2018.07 ~ 2022.06 제10대 경기도의회 의원
- 2018.07 ~ 2020.07 제10대 경기도의회 전반기 제1교육위원회 위원
- 2018.07 ~ 2020.07 제10대 경기도의회 전반기 예산결산특별위원회 위원장
- 2020.07 ~ 2022.06 제10대 경기도의회 후반기 경제노동위원회 위원장
- 2022.07 ~ 2023.12 제11대 경기도의회 의원
  - 제11대 경기도의회 전반기 농정해양위원회 위원
  - 제11대 경기도의회 전반기 예산결산특별위원회 위원

## 역대 선거 결과
|  | 61.46% |

|  | 73.96% |

|  | 53.59% |